# Labyrinthocyathus
Genre
Labyrinthocyathus est un genre de coraux durs de la famille des Caryophylliidae.

## Liste d'espèces
Selon ITIS (28 juin 2015) et World Register of Marine Species (28 juin 2015) Labyrinthocyathus comprend les espèces suivantes :
- Labyrinthocyathus delicatus Marenzeller, 1904
- Labyrinthocyathus facetus Cairns, 1979
- Labyrinthocyathus langae Cairns, 1979
- Labyrinthocyathus limatulus Squires, 1964
- Labyrinthocyathus quaylei Durham, 1947